# Aleksandra Ivanovskaja
Aleksandra Ivanovskaja (russisk: Александра Ивановская, tr. Aleksandra Ivanovskaja; født 1989 i Komsomolsk ved Amur) er en russisk skønhedsdronning, vinder af Miss Rusland 2005. Hun repræsenterede Khabarovsk i den fjernøstlige del af Rusland. Aleksandra blev nummer et i konkurrencen hvori medvirkede 50 deltagere fra alle egne af Rusland. Hun var 16 år på tidspunktet selvom reglerne siger at man skal være fyldt 18. Hun er kendt for sit ekstremt lange kraftige hår og hårfletning. Hun blev senere fejlagtigt beskyldt for at have deltaget i en pornofilm.[kilde mangler]